# Žaža
Pour les articles homonymes, voir Zaza.
Zhazhë en albanais et Žaža en serbe latin (en serbe cyrillique : Жажа) est une localité du Kosovo située dans la commune/municipalité de Zvečan/Zveçan, district de Mitrovicë/Kosovska Mitrovica. Selon des estimations de 2009 comptabilisées pour le recensement kosovar de 2011, elle compte 266 habitants, tous albanais.

## Démographie

### Évolution historique de la population dans la localité
| 1948 | 1953 | 1961 | 1971 | 1981 | 1991 | 2009 |
| ---- | ---- | ---- | ---- | ---- | ---- | ---- |
| 328  | 367  | 425  | 512  | 478  | 606  | 266  |

|  |